# Костур (нос)
Вижте пояснителната страница за други значения на Костур.
Носът Костур (на английски: Kostur Point) е остър, скалист морски нос на южния бряг на полустров Албена, остров Брабант, вдаващ се 1.4 км на юг в залива Хил. Разположен източно от края на Григоров ледник, 4.2 км югозападно от нос Спаланцани и 2.7 км на север-североизток от Петров нос.
Координатите му са: 64°09′55″ ю. ш. 62°03′56″ з. д. / 64.165278° ю. ш. 62.065556° з. д..
Наименуван е на селището Костур в Южна България. Името е официално дадено на 3 юни 2010 г.
Британско картографиране от 1980 г.

## Карти
- British Antarctic Territory. Scale 1:200000 topographic map No. 3217. DOS 610 – W 64 62. Tolworth, UK, 1980.
- Antarctic Digital Database (ADD). Scale 1:250000 topographic map of Antarctica. Scientific Committee on Antarctic Research (SCAR), 1993 – 2012.